# Titanattus pallidus
Titanattus pallidus là một loài nhện trong họ Salticidae.
Loài này thuộc chi Titanattus. Titanattus pallidus được Cândido Firmino de Mello-Leitão miêu tả năm 1943.